# Yuri (일본의 가수)
유리(yuri, 본명: 마스다 유리(益田保里, 1977년 2월 22일~)는 구마모토현 출신 음악가로 m.o.v.e의 보컬이다.

## 약력 및 인물
- ASAYAN의 오디션 프로그램에 출전했지만 결선 진출에는 실패했다. 그러나 당시 이것을 TV로 지켜보던 키무라 타카시가 유리에게 관심을 보임에 따라 그 계기로 m.o.v.e에 참가할 수 있게 되었다. 덧붙여서 m.o.v.e에 참가하기 이전에는 프리터로 활동하고 있었다.
- 드라이빙이 취미이기에 차를 좋아하며 《이니셜 D》의 주제가를 부르기로 결정될 당시 가장 기뻐했다.
- 2009년 11월 11일에 공식 홈페이지를 통해 결혼함과 동시에 임신 사실을 공개했다.

## m.o.v.e 이외의 디스코그라피
콜론 뒤에는 앨범을 낸 가수
- Generation-A: 오미 토모에, 오쿠이 마사미, 쿠리바야시 미나미, 사이킥러버, Cy-Rim rev., JAM Project, 쥬카이, Suara, 타카하시 나오즈미, 치하라 미노리, 미즈키 나나, m.o.v.e (유리), ALI PROJECT (타카라노 아리카)
- Shooting star: Cyber X feat.유리
- PARADISE: EUROBEAT FLASH Vol.12